# Scolecenchelys japonica
Scolecenchelys japonica är en fiskart som först beskrevs av H. Machida och Ohta, 1993.  Scolecenchelys japonica ingår i släktet Scolecenchelys och familjen Ophichthidae. Inga underarter finns listade i Catalogue of Life.